# Dandy

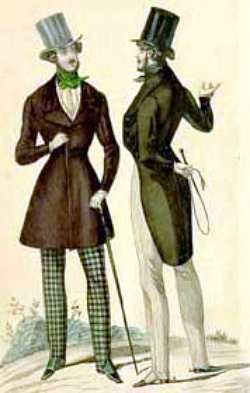
Dandiști francezi în anii 1830.

Un Dandy este un om care acordă o importanță deosebită aspectului fizic, limbajului rafinat și hobby-urilor tacticoase, urmărind aparența nepăsării într-un cult de sine însuși. Un dandy poate fi un om care se străduiește să imite un stil de viață aristocratic, în ciuda faptului că provine dintr-o clasă mijlocie, mai ales la sfârșitul secolului al XVIII-lea și începutul secolului al XIX-lea în Marea Britanie.

## Etimologie
Originea cuvântului este incertă. Excentricitatea, definită ca o modalitate de a fi, în special în îmbrăcăminte și înfățișare, care încalcă în totalitate regula oamenilor obișnuiți, a început să se aplice comportamentului uman în anii 1770; în mod similar, cuvântul dandy apare pentru prima dată la sfârșitul secolului al XVIII-lea adus din America de către soldatii generalului Braddock în cântecul Yankee Doodle. Puțin mai târziu, în 1780, o baladă scoțiană a folosit cuvântul, dar probabil fără toate aspectele contextuale ale sensului său mai recent. Forma originală a cuvântului "dandy" ar fi putut fi jack-a-dandy. În timpul războaielor napoleonice dandy era un cuvânt în vogă, adoptat de Londra. În argoul contemporan, un "dandy" se  diferenția de un "fop" prin faptul că îmbrăcămintea unui dandy era mai rafinată și mai sobră decât cea a fopului.
Potrivit moralistului Samuel Johnson, cuvântul ar proveni de la dandelion, numele englezesc al unei plante banale, păpădia. O altă posibilă origine este dandy prat, o monedă de argint, bătută în timpul regelui Henric al VII-lea, termen care mai târziu s-a aplicat și tinerilor mediocrii, dar care doreau să strălucească prin hainele lor. Altă posibilă origine ar proveni din franțuzescul dandin care sugerează un mers legănat și nu de puține ori cam tâmp.

## Beau Brummell și primii dandiști

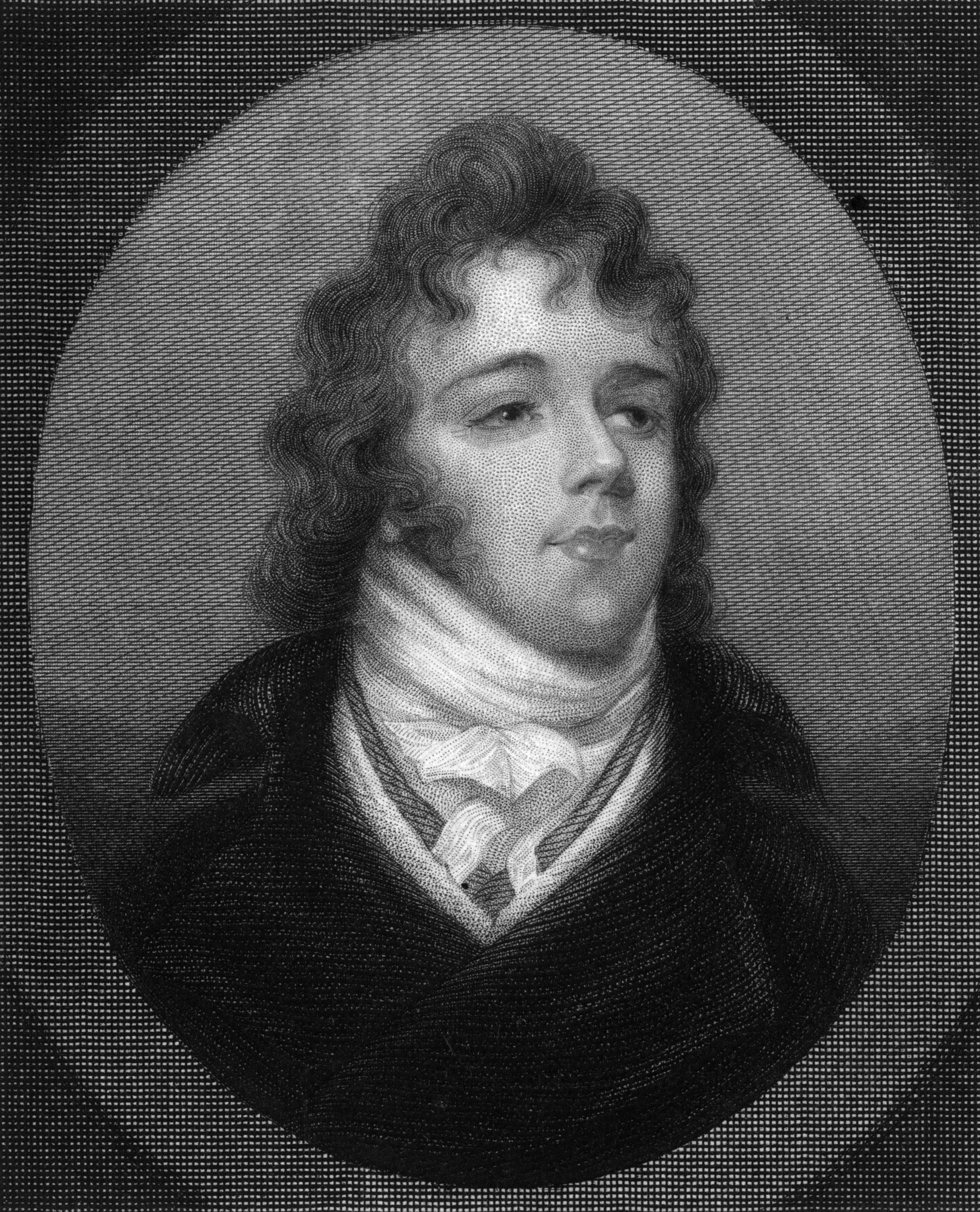
George Bryan Brummell supranumit Beau Brummell

Modelul dandy în societatea britanică a fost George Bryan "Beau" Brummell (1778–1840), pe vremea când era student la Colegiul Oriel, Oxford și mai târziu, asociat al Prințului Regent. Brummell nu provenea dintr-un mediu aristocratic; într-adevăr, măreția lui era "bazată pe nimic", după cum observa  J.A. Barbey d'Aurevilly în 1845. Niciodată neprudat sau neparfumat, îmbăiat și bărbierit impecabil și îmbrăcat într-o haină de un albastru întunecat, era întotdeauna perfect periat, perfect echipat, având o lenjerie foarte bine scrobită, spălată proaspăt și cu o cravată înnodată elaborat.
După ce Pitt a impus taxa pe pudra de păr în 1795 pentru a ajuta la plățile războiul împotriva Franței și pentru a descuraja folosirea făinii (care devenise o raritate din cauza recoltelor proaste) pentru astfel de produse frivole, Brummell a abandonat purtarea perucii și și-a tăiat părul în stil roman,  "à la Brutus". Mai mult, el a condus tranziția de la pantalonii până la genunchi la pantalonii lungi.
Bărbați cu mai multe realizări notabile decât Beau Brummell au adoptat, de asemenea, dandismul: George Gordon Byron, al 6-lea baron Byron a ajutat la reintroducerea "cămășii poetului" cu mâneci-dantelate și pieptar-dantelat. În acest spirit, el a avut un portret pictat în costum albanez.
Începutul dandismului în Franța a fost legat de Revoluția franceză; faza inițială a dandismului, jeunesse dorée, a fost o declarație politică pentru îmbrăcămintea în stil aristocratic pentru a distinge membrii săi de cei care nu purtau pantaloni-bufanți. Charles-Pierre Baudelaire (1821-1867) devine un „dandy al boemei” și este animat de dorința de a sfida: își vopsește părul în albastru-verzui șocând pe cei cu care se întâlnește.

## Dandiști

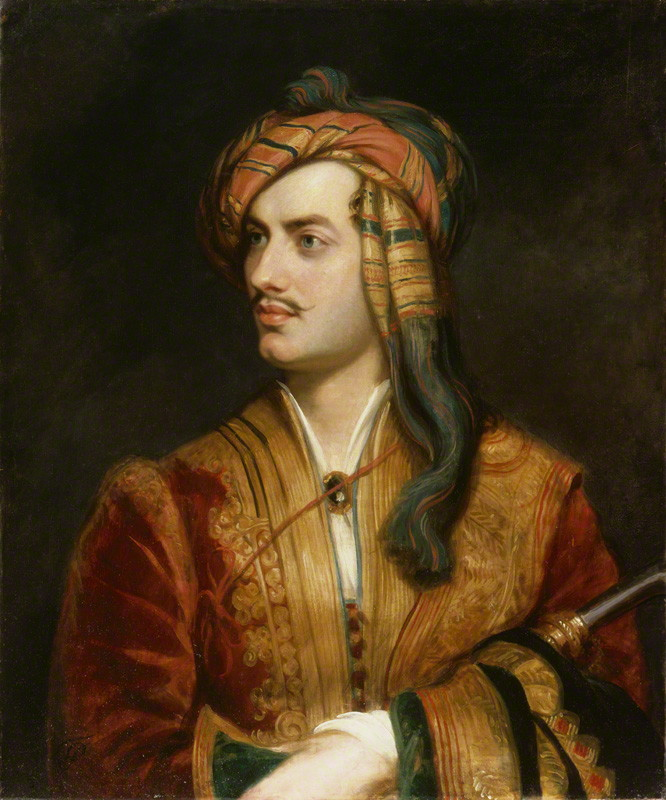
Lordul Byron, poet englez (1788-1824)
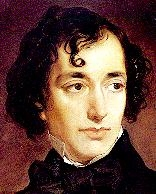
Benjamin Disraeli, prim-ministru al Regatului Unit (1804-1881)
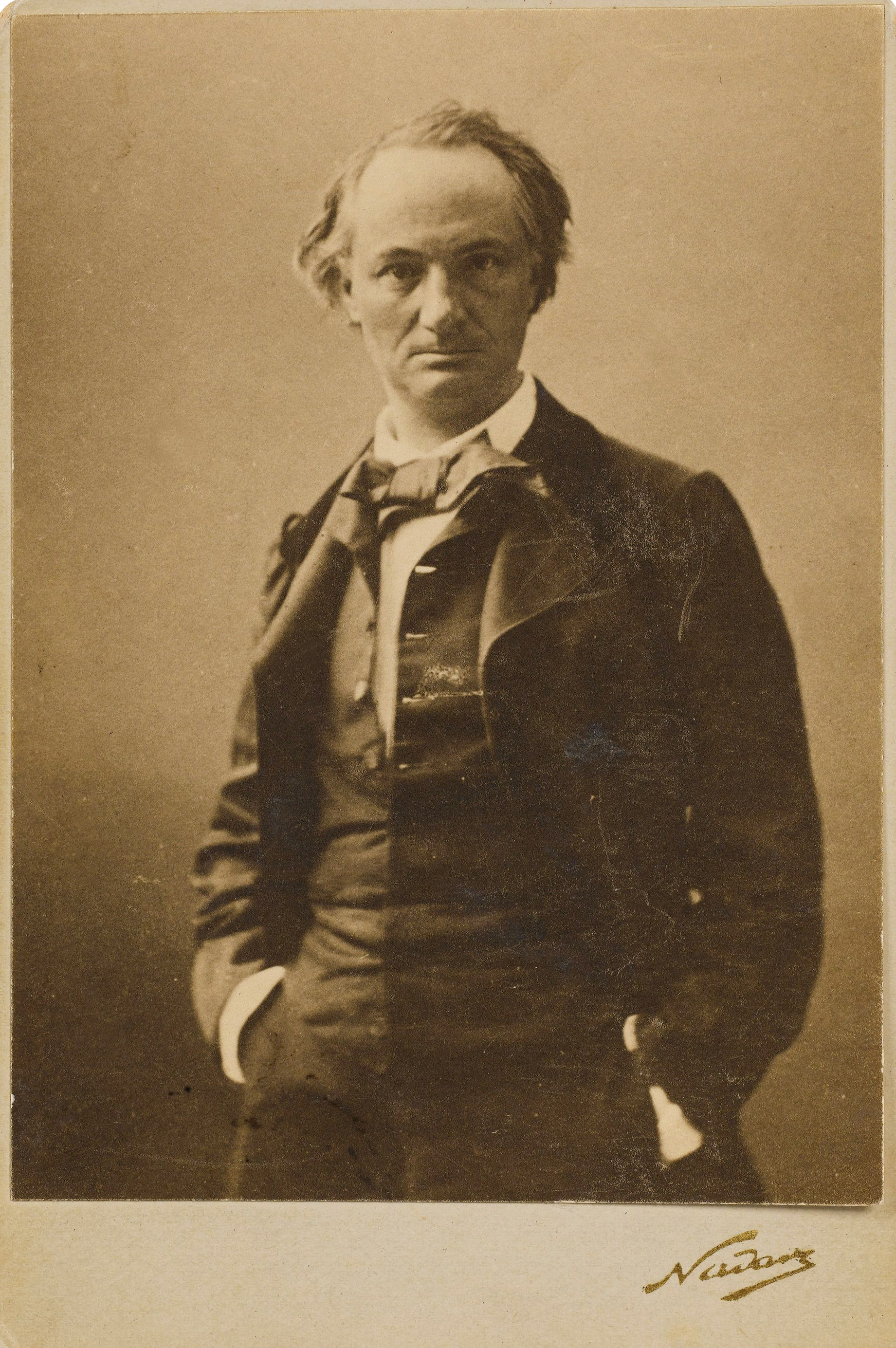
Charles Baudelaire, poet francez (1821-1867)
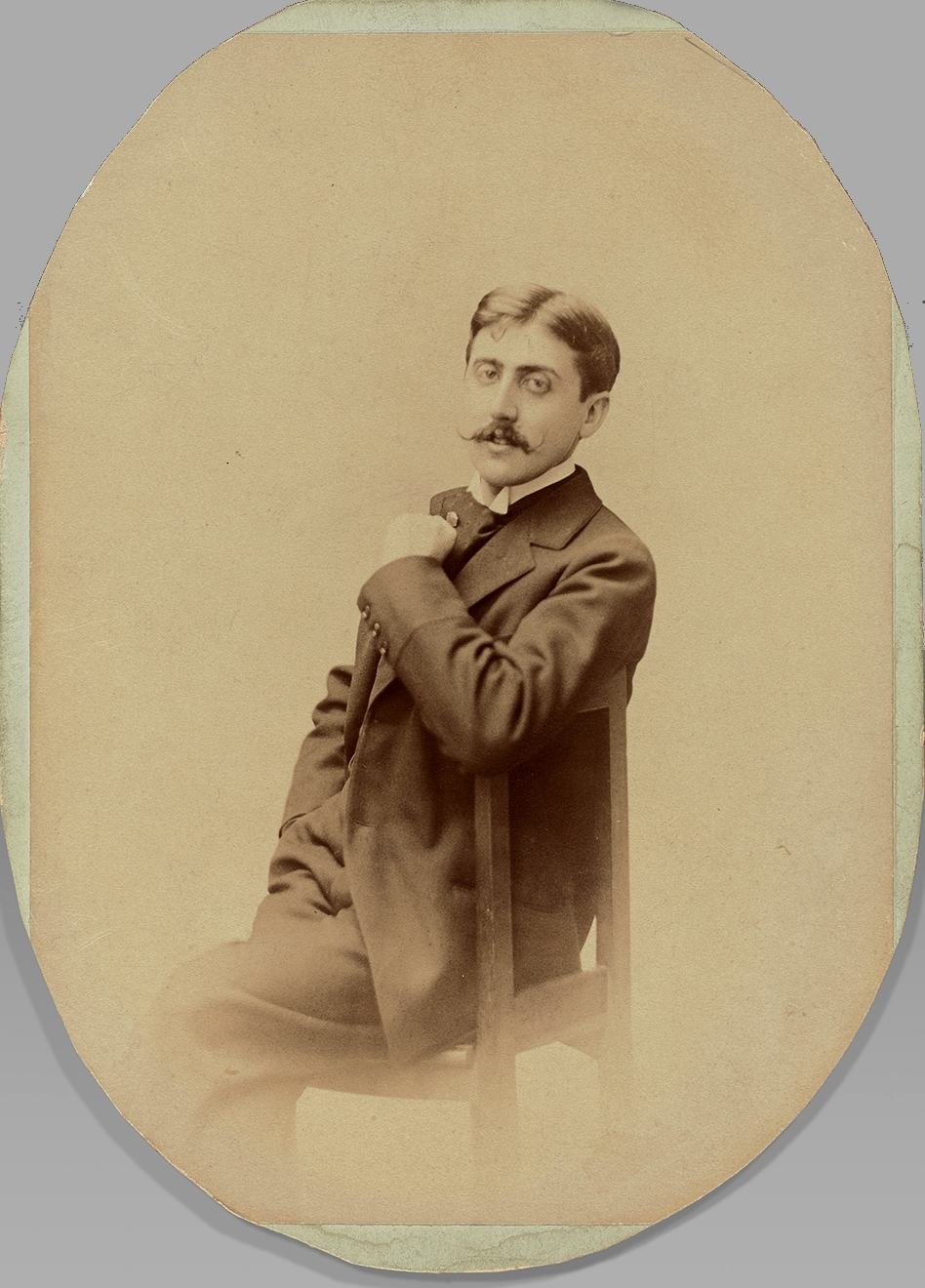
Marcel Proust, scriitor francez (1871–1922)
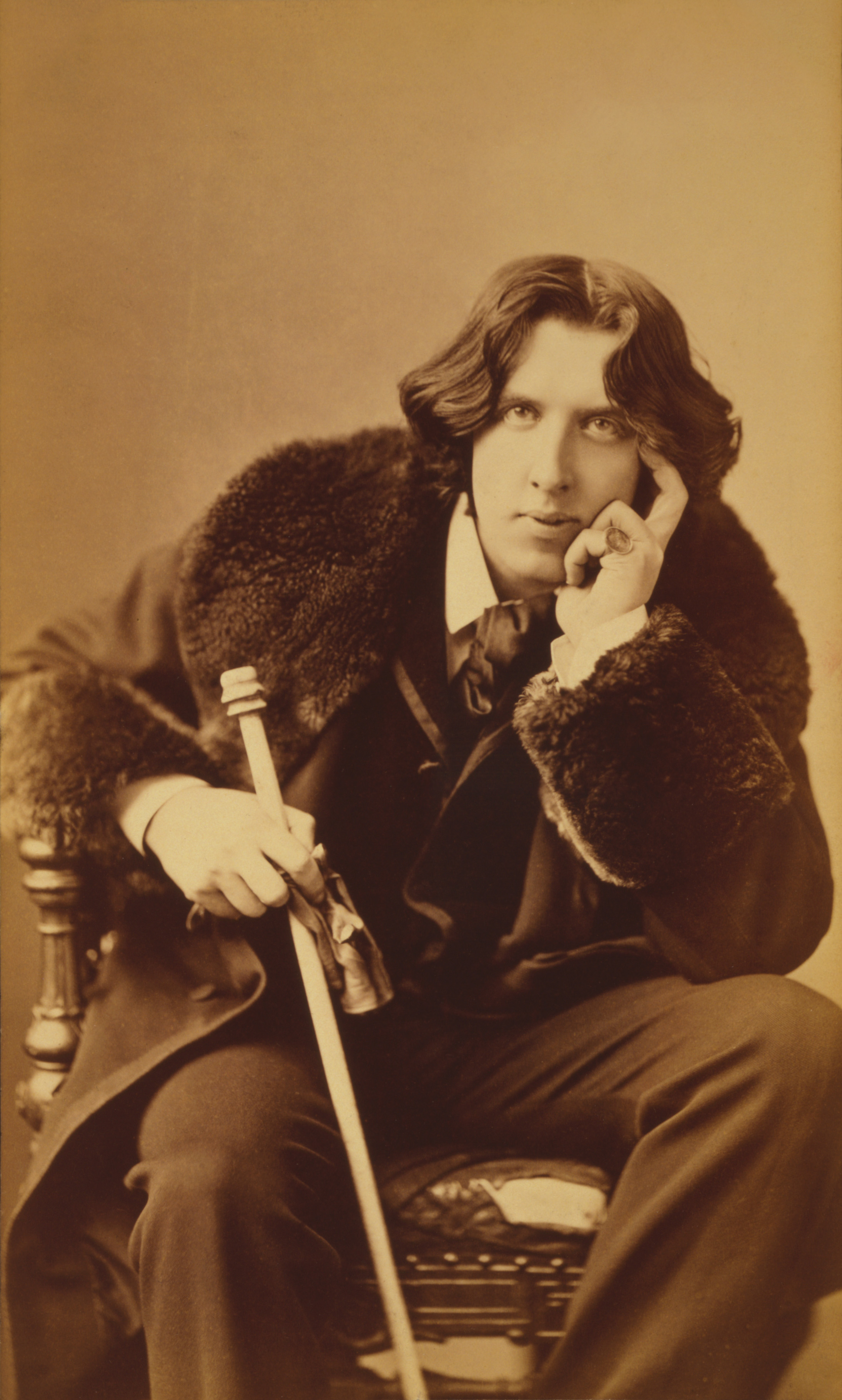
Oscar Wilde, scriitor irlandez (1854-1900)
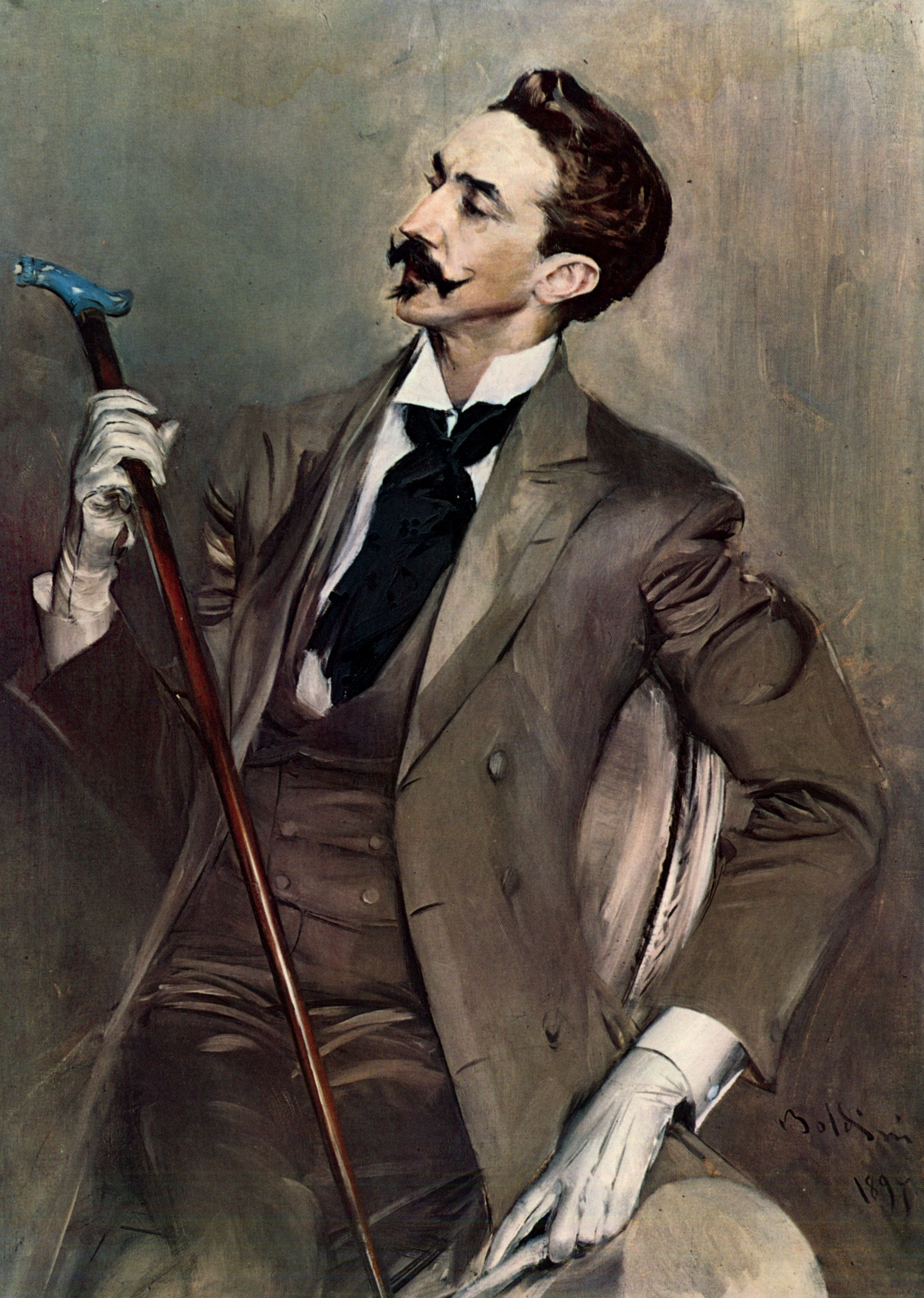
Robert de Montesquiou, poet francez (1855-1921)
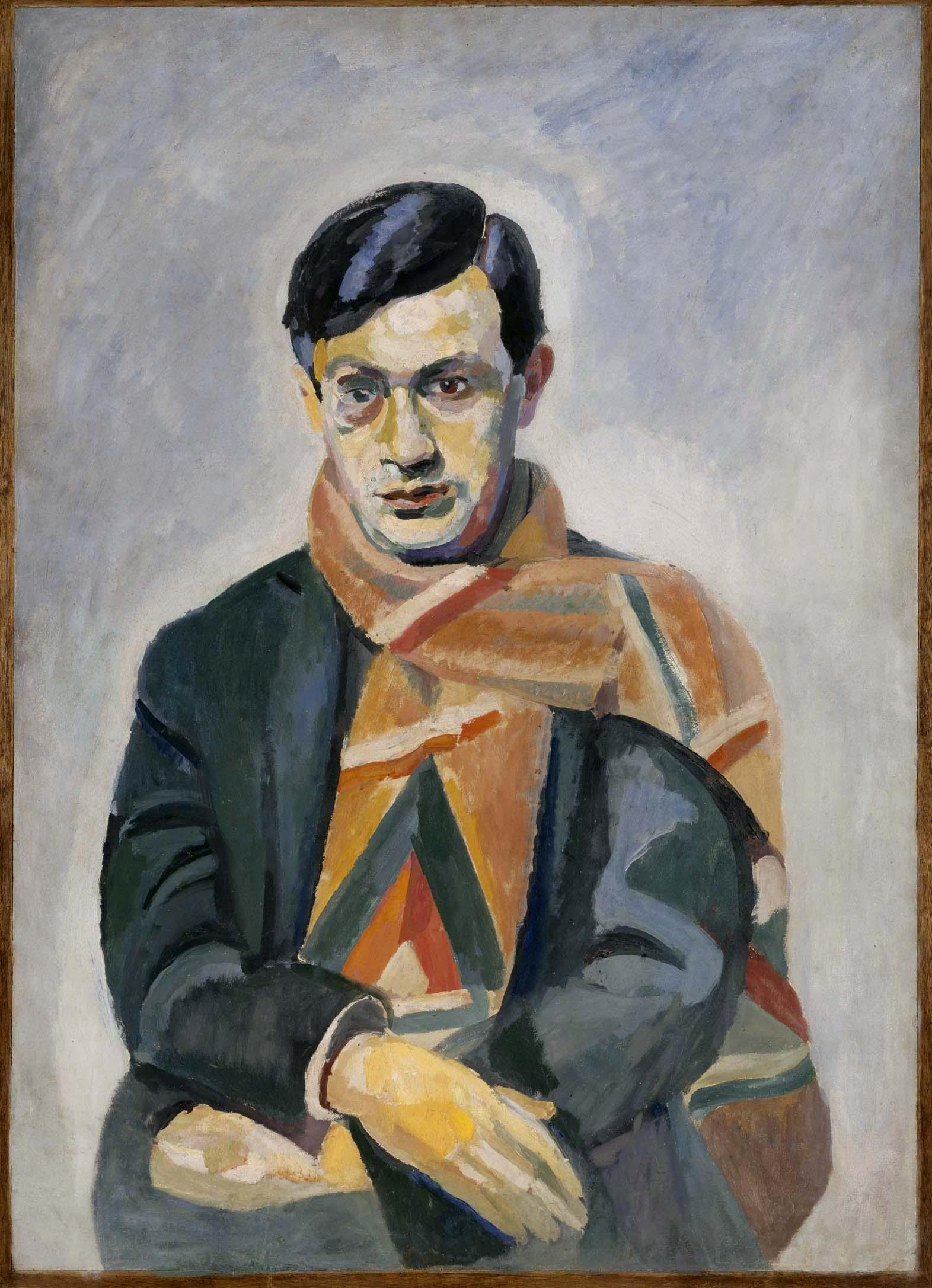
Tristan Tzara, poet român (1896-1963)
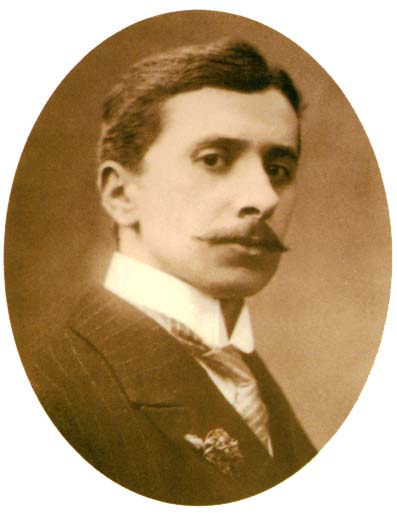
Mateiu Caragiale, scriitor român (1885-1936)